# Grabhügel bei Reichertsham
Die Grabhügel bei Reichertsham sind Hügelgräber unbekannter Zeitstellung in der oberbayerischen Gemeinde Babensham. Die Gräber haben den Schutzstatus eines Bodendenkmals und werden vom Bayerischen Landesamt für Denkmalpflege unter der Aktennummer D-1-7939-0005 geführt.

## Lage und Beschreibung
Die drei Grabhügel befinden sich im Streitforst, nur wenige hundert Meter entfernt vom deutlich bekannteren Findling Bräundlstein. Sie liegen gut 600 Meter südwestlich von Reichertsham (Gemeinde Babensham) und etwa 4 Kilometer südöstlich von Babensham selbst. Der kleinste Grabhügel ist heute kaum noch zu erkennen, die beiden anderen sind deutlich zu sehen. Der größte davon ist heute etwa zwei Meter hoch und hat einen Durchmesser von knapp 30 Metern. Auffälligerweise wachsen auf allen drei Hügeln ausschließlich Laubbäume, im Wald außen herum sind es aber fast nur Nadelbäume.
Die Grabhügel waren bereits 1839 bekannt, allerdings nur zwei Stück. Auch in einem Buch von 1928 zur Geschichte der Pfarrei Schnaitsee werden die Gräber erwähnt.
Im Museum Wasserburg sind verschiedene historische Funde aus der Gegend ausgestellt und auch die Grabhügel bei Reichertsham werden dort als Friedhöfe der Hallstattzeit gezeigt. Diese Zeitangabe wird aber vom Bayerischen Landesamt für Denkmalpflege nicht angegeben.